# Leberdialyse
Die Leberdialyse ist ein auf Techniken der Reinigungsverfahren bei Nierenversagen, der so genannten Dialyse, basierendes Therapiekonzept, das Patienten mit Leberversagen helfen soll, die Zeit bis zur Transplantation zu überbrücken beziehungsweise die Leber zu entlasten, um eine Regeneration zu ermöglichen. Die Leber kann sich selbst bei einer Schädigung von 90 Prozent in einigen Fällen noch selbst heilen, sofern genug Zeit zur Verfügung steht. Durch diese Selbstheilung können Lebertransplantationen eventuell umgangen werden.

## Verfahren
Es gibt grundsätzlich zwei Arten von Leberdialyseverfahren:
1. die zellbasierten – bioartifiziellen Verfahren und die
2. zellfreien – artifiziellen Verfahren.

Zu den zellfreien Systemen zählen das so genannte MARS-Verfahren, das später eingeführte Prometheus-Verfahren und das OPAL-Verfahren  (alle nutzen humanes Serumalbumin zum Transport). Die Mutter dieser Verfahren stellt die Single Pass Albumin Dialysis dar, auch SPAD genannt.
Hinsichtlich der Anwendung der Verfahren haben sich weitere Indikationen vom rein akuten Leberversagen bis zum chronischen Leberversagen ergeben, auch der Einsatz bei Vergiftungen ist bereits belegt und von der Food and Drug Administration (FDA) zugelassen.
Die Kosten leberunterstützender Verfahren können seit 2004 über das DRG-System (Diagnosis Related Groups) der Kliniken als Zusatzentgelt (ZE2016-10) verrechnet werden.
Die bioartifiziellen Verfahren haben sich trotz des Einsatzes von verschiedenen wissenschaftlichen Arbeitsgruppen weltweit in ihrer Wirksamkeit und Sicherheit nicht belegen lassen. Insbesondere die zusätzliche Syntheseleistung ist bisher nicht ausreichend nachweisbar gewesen. Die Kosten dieser Bio-Verfahren stehen heute in keiner Relation zu den Diskussionen im Gesundheitswesen. Viel Erfahrung auf diesem Gebiet hat die Charité in Berlin mit dem Modular Extracorporeal Liver Support (MELS) gesammelt.
Weiterhin gibt es auch Aphereseverfahren zur Leberunterstützung. Hierzu zählt die Bilirubinadsorption mit Polyanionenadsorbern, auch als Leberpherese bezeichnet.

## Molecular Adsorbents Recirculation System (MARS)
Das MARS-Verfahren (Molecular Adsorbent Recirculation System) der Gambro Hospal GmbH ist eine Weiterentwicklung der ursprünglichen Idee der Albumindialyse, als SPAD bekannt. Der Wunsch nach einem standardisierten System mit längerer Laufzeit und geringem Albuminverbrauch hat zur Weiterentwicklung bis zum MARS-System geführt.
Grundsätzlich ist das MARS-System eng an die bekannte Dialysesystematik angelehnt. Das Blut wird an einer semipermeablen Membran vorbeigeleitet und kann dort seine Moleküle, bis etwa 55 kDa, abgeben. Darunter befinden sich in der Regel viele Giftstoffe, die sich beim Leberversagen im Blut des Patienten anreichern. Die Albuminlösung (gelber Kreislauf) transportiert die Giftstoffe weiter zu einer sog. Low-Flux-Membran, um dort die kleineren Moleküle auszutauschen (Harnstoff, Kreatinin, Elektrolyte). Auch eine Bilanzierung des Patienten kann hier durchgeführt werden. Die beiden nächsten Reinigungsschritte sind die Abgabe der größermolekularen Substanzen in einem Kohleadsorber und einem Ionentauscher. Das dann nahezu gereinigte Albumin kann so erneut der MARS-Membran zugeführt werden und dort weiter Giftstoffe aufnehmen.
Das MARS-Verfahren wird 8-24 Stunden täglich und im Allgemeinen 3-10 Tage eingesetzt.

## Single Pass Albumin Dialysis (SPAD)
Bei SPAD wird mittels eines ähnlichen Verfahrens wie bei MARS versucht, das Bilirubin aus dem Blut zu entfernen. Eine Variante zu dem SPAD ist die Continuous Single Pass Albumin Dialysis (CSPAD).

## Prometheus
Das von Fresenius-Wissenschaftlern in Zusammenarbeit mit der Donau-Universität Krems entwickelte Prometheus-System zählt zu den neuesten Leberunterstützungssystemen auf dem Markt. Das Prometheus-System kombiniert eine typische High Flux Dialyse mit einer Adsorberbehandlung.
Ein Albumin-durchlässiger Filter ist das Kernstück des Prometheus-Systems. Seine Membran ist für Moleküle bis zu einer Größe von etwa 300.000 Dalton (cut-off) durchlässig. Zellen, Blutplättchen und Substanzen mit größerer molarer Masse, wie z. B. Fibrinogen, verbleiben im Blut.
Die zellfreie Plasmafraktion wird mit den darin enthaltenen Albumin-gebundenen schädlichen Substanzen über einen Neutralharzadsorber zu einem Anionentauscher geleitet. Die Adsorber können die Albuminbindung lösen und diese Substanzen zurückhalten. Das so gereinigte Albumin wird wieder dem Blut zugeführt.

## Leberpherese
Ein weiteres leberunterstützendes Verfahren ist die Leberpherese (früher: Bilirubinadsorption). Dabei handelt es sich um ein Aphereseverfahren, bei dem im ersten Schritt mittels eines Plasmaseparators das Blutplasma von den zellulären Bestandteilen getrennt wird. Das Plasma wird im zweiten Schritt mithilfe eines Polyanionenadsorbers von lebertoxischen Substanzen wie aromatischen Aminosäuren, Gallensäuren und Bilirubin gereinigt. Anschließend wird das Blutplasma wieder mit den zellulären Bestandteilen vereinigt und zurückgeführt. Die Leberpherese ist das am meisten verbreitete Verfahren zur extrakorporalen leberunterstützenden Therapie in Japan.
Leberunterstützende Verfahren (OPS-Code 8-858) wie die Leberpherese werden in Kliniken über ein Zusatzentgelt (ZE2016-10) abgerechnet.

### Studien
- Experimental Surgery and Regenerative Medicine. (Memento vom 14. August 2011 im Internet Archive) Charité

### OPAL
- Hersteller: Albutec GmbH
- Prinzip der Albumin-Dialyse nach dem OPAL-Verfahren

### MARS
- Beratungs- und Therapieservice für die Anwendung von MARS
- (Seite nicht mehr abrufbar, festgestellt im Januar 2018. Suche in Webarchiven) Hersteller: Gambro Hospal GmbH

### Prometheus
- Artikel. Fresenius Medical Care AG
- Infobroschüre zu Prometheus (PDF; 182 kB)

### Leberpherese
- Apherese Forschungsinstitut - Beschreibung des Verfahrens und Indikationen
- Hersteller: Asahi Kasei Medical